# 978 Aidamina
978 Aidamina este un asteroid din centura principală, descoperit pe 18 mai 1922, de Serghei Beliavski.